# Kurobōzu

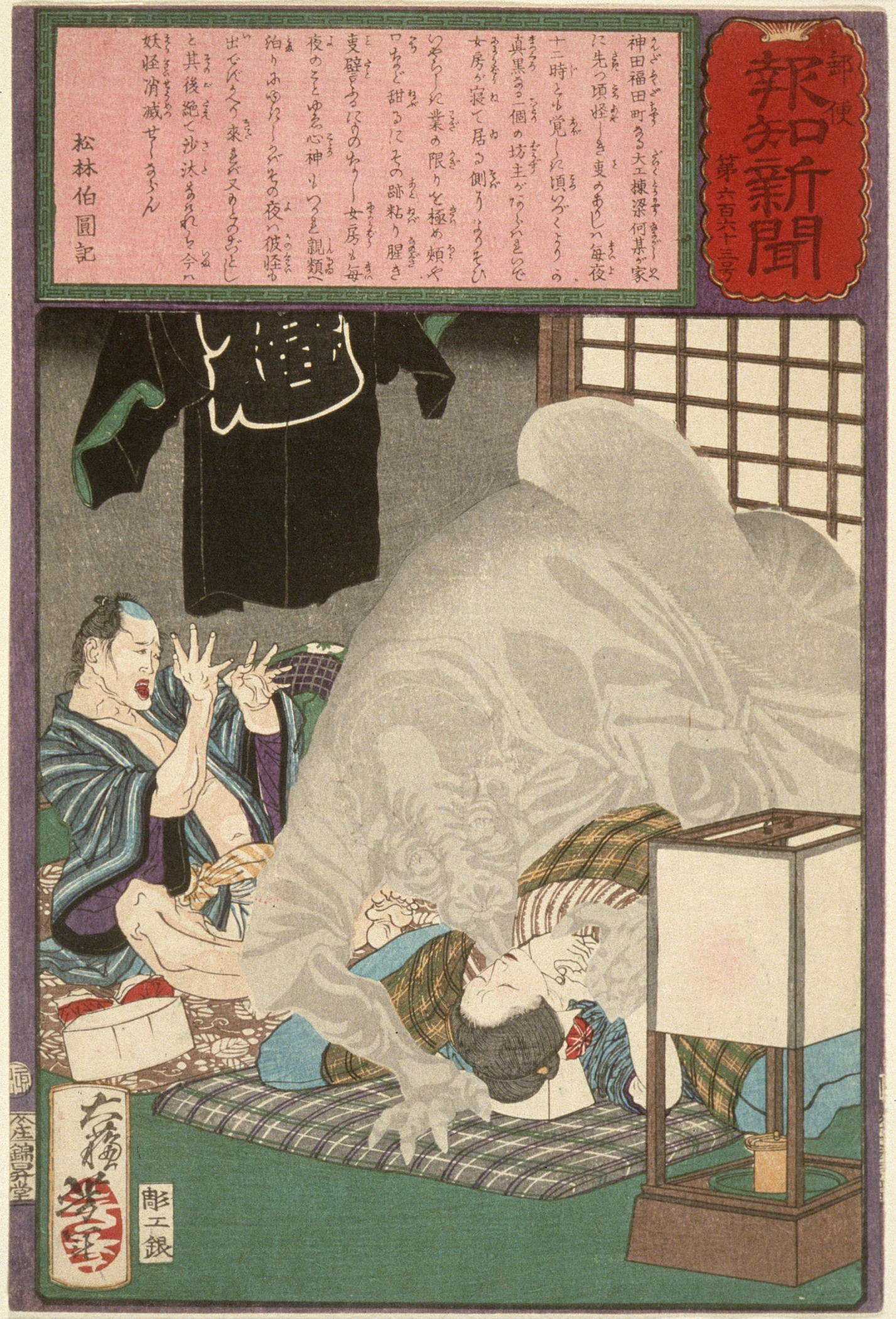
Illustration d'un Kurobōzu par Tsukioka Yoshitoshi tiré du Yūbin-hōchi-shinbun.

 (mai 2025).
Si vous disposez d'ouvrages ou d'articles de référence ou si vous connaissez des sites web de qualité traitant du thème abordé ici, merci de compléter l'article en donnant les références utiles à sa vérifiabilité et en les liant à la section « Notes et références ».
Kurobōzu (黒坊主, kurobōzu, litt. bonze noir) est un yōkai du folklore japonais.

## Caractéristiques
Il apparaît en pleine nuit dans les chambres à coucher et absorbent le souffle des personnes qui y dorment. On raconte que dans le quartier de Kanda, préfecture de Tōkyō, le Kurobōzu lèche le visage des femmes. Le Kurobōzu ne supporte pas l'odeur de viande et n'apparaît jamais en pleine nature.
Comme son nom l'indique, il a l'apparence d'un bonze noir, cependant son apparence exacte reste inconnue.